# Hospice du Saint-Esprit (Lübeck)
Pour les articles homonymes, voir Hôpital du Saint-Esprit.
L'hospice du Saint-Esprit (Heiligen-Geist-Hospital) est un bâtiment gothique de Lübeck construit en 1286. Il se trouve dans le quartier de Jakobi (du nom de l'église Saint-Jacques de Lübeck) à l'est de la place Koberg. 
Il a été fondé par les frères hospitaliers du Saint-Esprit. C'était l'un des points de départ du pèlerinage de Compostelle, avec l'église Saint-Jacques.
Une partie de ce bâtiment historique protégé est encore réservée à une maison de retraite et des parties sont ouvertes aux visites touristiques.